# Droit de pesade
Au Moyen Âge, le droit de pesade était selon le cas soit un droit royal soit un droit seigneurial. Ces droits étaient distincts et séparés.

## Droit seigneurial
Le droit de pesade seigneurial, était établi dans l'Albigeois en faveur de certains seigneurs. Ce droit était appelé bladatam, five onus vocatum Passada. Il était autrefois établi en faveur du comte de Toulouse dans le pays d'Albigeois. La pesade seigneuriale était originairement dû pour un droit de pâturages et autres causes.
Le droit de pesade ou commun de paix était une contribution spéciale au Rouergue, instituée en 1170 par l'évêque et le comte de Rodez, confirmée par le pape Alexandre III, pour réprimer les déprédations et les crimes des voleurs de grands chemins. Comme les autres impôts, celui-ci ne fut pas supprimé quand le motif de l'institution eut disparu ; il
continua d'être perçu jusqu'en 1789.

## Droit royal
La pesade royale était originairement dû pour un droit de protection et de garde également établi dans l'Albigeois.